# Skoky do vody na Letních olympijských hrách 1908
Skoky do vody na Letních olympijských hrách v  Londýně. 

## Medailisté

### Muži
| Kategorie | Zlato                             | Stříbro                        | Bronz                                         |
| --------- | --------------------------------- | ------------------------------ | --------------------------------------------- |
| Prkno 3 m | Albert Zürner · Německo (GER)     | Kurt Behrens · Německo (GER)   | George Gaidzik · Spojené státy americké (USA) |
| Prkno 3 m | Albert Zürner · Německo (GER)     | Kurt Behrens · Německo (GER)   | Gottlob Walz · Německo (GER)                  |
| Věž 10 m  | Hjalmar Johansson · Švédsko (SWE) | Karl Malmström · Švédsko (SWE) | Arvid Spångberg · Švédsko (SWE)               |

## Přehled medailí
| Pořadí | Země                   | Zlato | Stříbro | Bronz | Celkově |
| ------ | ---------------------- | ----- | ------- | ----- | ------- |
| 1.     | Německo                | 1     | 1       | 1     | 3       |
| 1.     | Švédsko                | 1     | 1       | 1     | 3       |
| 3.     | Spojené státy americké | 0     | 0       | 1     | 1       |
|        |                        |       |         |       |         |
| Celkem | Celkem                 | 2     | 2       | 3     | 7       |